# Alicia Molik
Alicia Molik, född 27 januari 1981, Adelaide, Australien är en australisk högerhänt tidigare professionell tennisspelare.

## Tenniskarriären
Alicia Molik blev professionell spelare 1998. Hon har vunnit 10 singel- och sex dubbeltitlar i ITF-arrangerade turneringar. På WTA-touren har hon hittills (november 2007) vunnit fem titlar i singel och sju (varav två Grand Slam-titlar) i dubbel. Hon nådde sin hittills högsta WTA-ranking i singel 28 februari 2005 då hon rankades som världsåtta. Senare på året, 6 juni, nådde hon sjätte plats på dubbelrankingen. Under andra halvan av 2005 drabbades hon av en infektion på balansnerven, vilket tvingade henne till ett långvarigt speluppehåll som omfattade stora delar av spelsäsongen 2006.
Alicia Molik vann sin första WTA-titel i singel 2003 (Hobart). Året därpå, 2004, vann hon tre titlar, däribland Nordea Nordic Light Open i Stockholm, de övriga i Zürich och Luxemburg. Sin sista singeltitel vann hon i Sydney (Tier II-turnering) i januari 2005. I finalerna besegrade hon bland andra spelare som Amy Frazier, Maria Sharapova och Dinara Safina. Hon har dessutom deltagit i fyra singelfinaler.
Sin första Grand Slam-titel vann hon 2005 i dubbel i Australiska öppna tillsammans med ryskan Svetlana Kuznetsova. Paret besegrade i finalen Lindsay Davenport/Corina Morariu (6-3, 6-4). Molik nådde också mixed dubbel-finalerna tillsammans med Todd Woodbridge 2004 i Wimbledonmästerskapen och US Open.
I maj 2007 nådde hon dubbelfinal i Franska öppna tillsammans med italienskan Mara Santangelo. I finalen besegrade de spelarparet Katarina Srebotnik/Ai Sugiyama (7-6), 6-4]. 
Perioden 1998-2004 spelade hon i det australiska Fed Cup-laget. Hon har spelat totalt 30 matcher av vilka hon vunnit 15. Hon vann brons vid olympiska sommarspelen 2004 i Aten.

## Spelaren och personen
Alicia Molik har vid sidan av tennisen verkat som resande tenniskommentator för "Saturday Sport Network" i australisk radio. Hon är också känd för sitt sociala engagemang. I samband med semifinalmatchen i Sydney 2005 lovade hon att skänka 1000 Australisk dollar för varje serveess hon levererade till en fond inrättad till stöd för offren av omfattande skogsbränder i södra Australien. Hon skänkte 9000 dollar. 

## Grand Slam-titlar
- Australiska öppna
  - Dubbel - 2005 (med Svetlana Kuznetsova)
- Franska öppna
  - Dubbel - 2007 (med Mara Santangelo)